# 天園翔子
天園 翔子（あまぞの しょうこ、1958年12月29日 - ）は、日本の元女優。埼玉県蕨市出身。本名、豊田 敦子。青年座映画放送部に所属していた。

## 来歴・人物
元々新劇女優志望であった。中学生時代はバスケットボール部（本人曰く、このことは身長が1年間で10cmも伸びたとのこと）だったが、高校では演劇部に入部。川口市立川口女子高等学校（現・川口市立川口総合高等学校）卒業後、劇団昴付属養成所を経て、1980年に青年座演劇研究所入所、1981年に青年座の正座員となる。同年の公演『ある馬の物語』で初舞台。1982年には日本テレビのドラマ『ホームスイートホーム』のゲスト出演でドラマ初出演を果たし、同10月スタートのTBS系列のバラエティ番組『欽ちゃんの週刊欽曜日』でテレビ初レギュラー。同番組では最初は「男と女のポエム」コーナーに出演していたが、後に「欽ちゃんバンド」にも出演。
1990年中に芸名を天園 祥子（あまぞの しょうこ）に改名。1995年以降は活動が途絶えており、これ以後の状況は不明。
身長170cm（1983年当時）。趣味は料理、球技、モダンバレエ。兄がいる。

## 出演

### バラエティ
- 欽ちゃんの週刊欽曜日 （TBS）- レギュラー

### テレビドラマ
（）
- 月曜ドラマランド・のんき君 （フジテレビ、1983年12月12日）
- 欽ちゃんファミリー時代劇スペシャル『俺たちの熱い風』 （日本テレビ、1984年10月7日）
- 知りすぎた男 （TBS、1985年3月10日）
- 土曜ワイド劇場 （テレビ朝日） 
  - 美しい人妻 六年目の殺意 （1985年11月16日）
  - 死のハネムーン （1990年11月27日）
- ジャンプアップ!青春 （日本テレビ、1986年1月8日〜3月26日）
- 木曜ドラマストリート・恐怖のドライブ （フジテレビ、1986年2月13日）
- 金曜女のドラマスペシャル・団地妻連続殺人事件 (フジテレビ、1986年2月28日）
- ドラマ23 （TBS） 
  - ママは幽霊がお好き （1988年1月11日〜1月14日）
  - 下町の空は茜色 （1988年12月5日〜12月15日）
  - コピー室より愛をこめて （1989年4月10日〜4月13日）
- 春燈 （テレビ朝日、1989年1月2日）
- 教師びんびん物語II （フジテレビ、第3話　1989年4月17日）
- 土曜ドラマスペシャル・コント赤信号の『サラリー漫遊記』 （TBS、1989年4月8日）
- 愛しあってるかい! （フジテレビ、第1話　1989年10月16日）
- 月曜ドラマスペシャル （TBS）
  - なまいきスチュワーデス物語 （1989年11月6日）
  - ジューンブライドは幸せになれる？ （1990年6月25日）

以下は「天園祥子」名義での出演
- 木曜ドラマ・女の敵は男の敵 （テレビ朝日、1990年11月22日〜12月6日）
- 子供が寝たあとで （日本テレビ、1992年4月18日〜6月27日）
- 法医学教室の事件ファイル 第1シリーズ （テレビ朝日、第4話　1992年7月30日）山下厚子 役
- 東芝日曜劇場・課長たちの島 （RKB毎日放送制作・TBS系列、1992年11月29日）
- ドラマ30・娘からの宿題 （中部日本放送制作・TBS系列、1993年8月2日〜10月1日）
- カネボウヒューマンスペシャル『ちゃんめろの山里で』 （日本テレビ、1993年2月16日）
- 適齢期 （TBS、1994年4月15日〜7月1日）
- 恋人をつくる100の方法 （朝日放送制作・テレビ朝日系、1995年2月14日〜3月21日）
- 土曜ドラマ・大地の子 （NHK総合、1995年11月11日〜12月23日）

### 映画
- 植村直己物語 （東宝配給、1986年6月7日公開）

## 楽曲
「佐藤のB面です。銀座の雨の物語」
- 本曲は『欽ちゃんの週刊欽曜日』で共演していた佐藤B作とのデュエットによる曲で、小西博之と清水由貴子によるデュエット・シングル『銀座の雨の物語』のB面曲であり、同曲のパロディー調のカバー曲。